# مؤسسة الكلى الوطنية
مؤسسة الكلى الوطنية (بالإنجليزية: National Kidney Foundation) هي منظمة صحية تطوعية رئيسية في
الولايات المتحدة، ومقرها في مدينة نيويورك مع أكثر من 30 مكتبًا محليًا في جميع أنحاء البلاد. وتتمثل مهمتها في الوقاية من أمراض الكلى والمسالك البولية، وتحسين صحة ورفاه الأفراد والأسر المتضررة من هذه الأمراض، وزيادة توافر الأعضاء للزرع.

## الأنشطة
تركز أنشطة المنظمة على الوعي والوقاية والعلاج. وتشمل المبادرات التعليم العام والمهني، والبحوث، وخدمات المرضى. كما تنشر عددا من المجلات العلمية بما في ذلك
المجلة الأمريكية لأمراض الكلى، والتقدم في مرض الكلى المزمن ومجلة التغذية الكلوية. تنشر المنظمة أيضا مبادرة حول جودة نتائج غسيل الكلى، وأيضاً مجموعة شاملة من المبادئ التوجيهية للممارسة السريرية، كما تدعو المنظمة لزيادة كل أشكال زرع الكلى. وقد نشرت بيان موقف ضد السماح بالتعويض النقدي عن تبرعات الكلى. وقد اتهمها البعض بمحاولة خنق المناقشة العامة حول هذا الموضوع.
تجري المنظمة سنويًا اجتماعات كمؤتمر تعليمي رئيسي. لديها أكثر من 20 عامًا من الخبرة في توفير التعليم المستمر لمجتمع الرعاية الصحية للكلية. وتهدف هذه الاجتماعات توعية أكثر من 55000 محترف، وقد قدمت أكثر من 2500 جلسة تفاعلية، وأكثر من 3200 ساعة من اعتمادات التعليم المستمر.
في اليوم العالمي للكلى، ترعى المؤسسة فحوصات صحية في جميع أنحاء الولايات المتحدة. تقوم المنظمة بالمئات من فحوصات صحة الكلى على مدار السنة لتحديد الأفراد المعرضين لخطر الإصابة بأمراض الكلى المزمنة.
لا تملك المنظمة برنامجًا يوفر إمكانية الوصول إلى أجهزة الغسيل الكلوي مقابل الحصول على علامات سحب على عبوة المشروبات. هذه الشائعات موجودة منذ السبعينات على الأقل، ومع ذلك، نفت المؤسسة نفسها هذا، مشيرا إلى أن 80 في المئة من تكلفة غسيل الكلى في الولايات المتحدة عادة ما تغطيها الرعاية الطبية.

## التبرعات
لجمع التبرعات لبرامجها، تنظم المؤسسة برنامجًا وطنيًا للتبرع يسمى "Kidney Cars"  يتم تشغيله عبر مزادات التأمين التلقائي وبرنامج التبرع التلقائي "One Car One Difference"، و"Kidney Walks" في كبرى المدن الأمريكية.

## وصلات خارجية
- National Kidney Foundation website
- American Journal of Kidney Disease
- International Kidney Transplant Association نسخة محفوظة 3 فبراير 2018 على موقع واي باك مشين.
- Journal of Renal Nutrition
- K/DOQI Guidelines[وصلة مكسورة]